# Arquebisbat d'Abuja
L'arquebisbat d'Abuja (anglès: Archdiocese of Abuja, llatí: Archidioecesis Abugensis) és una seu metropolitana de l'Església Catòlica a Nigèria. El 2012 tenia 542.105 batejats sobre una població de 3.096.000 habitants. Actualment està regida per l'arquebisbe cardenal John Olorunfemi Onaiyekan.

## Territori
L'arxidiòcesi comprèn íntegrament el territori de la Capital Federal d'Abuja, a Nigèria.
La seu arxiepiscopal és la ciutat d'Abuja, on es troba la catedral dels Dotze Apòstols. A més, existeix la Pro-catedral de la Mare de Déu Reina de Nigèria també a Abuja.
El territori s'estén sobre 8000  km², i està dividit en 67 parròquies.

### Província eclesiàstica
La província eclesiàstica d'Abuja, instituïda el 1994, comprèn 7 diòcesis sufragànies:
- bisbat de Gboko
- bisbat d'Idah
- bisbat de Katsina-Ala
- bisbat de Lafia
- bisbat de Lokoja
- bisbat de Makurdi
- bisbat d'Otukpo

## Història
La missió sui iuris d'Abuja va ser erigida el 6 de novembre de 1981, prenent el territori del bisbat de Minna.
El 19 de juny de 1989 va ser elevada a diòcesi mitjançant la butlla Quantis progressibus del Papa Joan Pau II
El 26 de març de 1994 la diòcesi va ser elevada al rang d'arxidiòcesi metropolitana per virtut de la butlla Quo aptius, també de Joan Pau II.

## Cronologia episcopal
- Dominic Ignatius Ekandem † (19 de juny de 1989 – 28 de setembre de 1992 jubilat)
- John Olorunfemi Onaiyekan, des del 28 de setembre de 1992

## Estadístiques
A finals del 2012, la diòcesi tenia 542.105 batejats sobre una població de 3.096.000 persones, equivalent al 17,5% del total.
| any  | població | població  | població | sacerdots | sacerdots       | sacerdots       | sacerdots             | diaques | religiosos | religiosos | parròquies |
| ---- | -------- | --------- | -------- | --------- | --------------- | --------------- | --------------------- | ------- | ---------- | ---------- | ---------- |
| any  | batejats | total     | %        | total     | clergat secular | clergat regular | batejats por sacerdot | diaques | homes      | dones      |            |
| 1990 | 9.390    | 423.000   | 2,2      | 24        | 14              | 10              | 391                   |         | 93         | 16         | 10         |
| 1997 | 46.708   | 780.413   | 6,0      | 45        | 24              | 21              | 1.037                 |         | 100        | 70         | 23         |
| 2000 | 71.000   | 700.000   | 10,1     | 47        | 30              | 17              | 1.510                 |         | 108        | 78         | 27         |
| 2001 | 72.000   | 750.000   | 9,6      | 58        | 37              | 21              | 1.241                 |         | 128        | 89         | 28         |
| 2002 | 280.000  | 2.000.000 | 14,0     | 58        | 36              | 22              | 4.827                 |         | 134        | 89         | 31         |
| 2003 | 307.250  | 2.000.000 | 15,4     | 85        | 66              | 19              | 3.614                 |         | 139        | 126        | 32         |
| 2004 | 200.000  | 2.300.000 | 8,7      | 91        | 70              | 21              | 2.197                 |         | 38         | 132        | 36         |
| 2005 | 205.000  | 2.357.000 | 8,7      | 100       | 74              | 26              | 2.050                 |         | 44         | 134        | 37         |
| 2006 | 350.000  | 2.429.000 | 14,4     | 61        | 40              | 21              | 5.737                 |         | 162        | 129        | 37         |
| 2009 | 538.000  | 2.991.000 | 18,0     | 112       | 62              | 50              | 4.803                 |         | 163        | 167        | 46         |
| 2012 | 542.105  | 3.096.000 | 17,5     | 132       | 82              | 50              | 4.106                 |         | 125        | 167        | 67         |